# Elmakuzu, Bozyazı
Elmakuzu là một xã thuộc huyện Bozyazı, tỉnh Mersin, Thổ Nhĩ Kỳ. Dân số thời điểm năm 2011 là 126 người.